# Agrilus marthae
Agrilus marthae es una especie de insecto del género Agrilus, familia Buprestidae, orden Coleoptera.
Fue descrita científicamente por Hespenheidei, 2012.